# Dézsmabor
A dézsmabor (dézmabor) a dézsmás szőlők terméséből a földesúrnak járó, terményadóként beszedett bor. Általában rossz minőségű ital volt, mert a termelők igyekeztek legrosszabb borukat odaadni. Sokféle edényben tárolták, gyakran vízzel is hígították.
A földesúr által fenntartott ivókban mérték ki, s mivel ez igen jövedelmező volt, igyekeztek minél többet beszedni.